# نيسيس (كارولاينا الجنوبية)
نيسيس (بالإنجليزية: Neeses, South Carolina)‏ هي بلدة أمريكية تقع في الولايات المتحدة في مقاطعة أورانجبورغ (كارولاينا الجنوبية). يقدر عدد سكانها بـ 413 نسمة ومساحتها 4.3 كم2 و وترتفع عن سطح البحر 104 متر.

## التركيبة السكانية
حدّد مكتب تعداد الولايات المتحدة بيانات التركيبة السكانية لنيسيس في تعداد الولايات المتحدة. في ما يلي، التركيبة السكانية حسب تعدادي 2000 و2010.

### تعداد عام 2000
بلغ عدد سكان نيسيس 413 نسمة بحسب تعداد عام 2000، وبلغ عدد الأسر 175 أسرة وعدد العائلات 111 عائلة مقيمة في البلدة. في حين سجلت الكثافة السكانية 93.4 نسمة لكل كيلومتر مربع (241.9/ميل2). وبلغ عدد الوحدات السكنية 204 وحدة بمتوسط كثافة قدره 46.2 لكل كيلومتر مربع (119.7/ميل2).
وتوزع التركيب العرقي للبلدة بنسبة 74.33% من البيض و20.82% من الأمريكيين الأفارقة و2.18% من الأمريكيين الأصليين و0.24% من الأمريكيين ذوي الأصول الآسيوية و0.24% من الأعراق الأخرى و2.18% من عرقين مختلطين أو أكثر و1.69% من الهسبانيون أو اللاتينيون من أي عرق.
بلغ عدد الأسر 175 أسرة كانت نسبة 34.9% منها لديها أطفال تحت سن الثامنة عشر تعيش معهم، وبلغت نسبة الأزواج القاطنين مع بعضهم البعض 41.7% من أصل المجموع الكلي للأسر، ونسبة 16% من الأسر كان لديها معيلات من الإناث دون وجود شريك،  بينما كانت نسبة 5.7% من الأسر لديها معيلون من الذكور دون وجود شريكة وكانت نسبة 36.6% من غير العائلات. تألفت نسبة 32.6% من أصل جميع الأسر من عدة أفراد يعيشون في نفس المنزل ونسبة 19.4% كانت تتألف من شخص يعيش بمفرده يبلغ من العمر 65 عاماً أو أكثر. وبلغ متوسط حجم الأسرة المعيشية 2.36، أما متوسط حجم العائلات فبلغ 2.99.
بلغ العمر الوسطي للسكان 36.3 عاماً. وكانت نسبة 26.6% من القاطنين تحت سن الثامنة عشر، وكانت نسبة 7.5% بين الثامنة عشر والرابعة والعشرين عاماً، ونسبة 28.3% كانت واقعةً في الفئة العمرية ما بين الخامسة والعشرين والرابعة والأربعين عاماً، ونسبة 21.5% كانت ما بين الخامسة والأربعين والرابعة والستين، ونسبة 16% كانت ضمن فئة الخامسة والستين عاماً فما فوق. يوجد لكل 100 أنثى 81.9 ذكر، ويوجد لكل 100 أنثى في الثامنة عشر من عمرها فما فوق 79.3 ذكر.
بلغ متوسط دخل الأسرة في البلدة 20,521 دولارًا، أما متوسط دخل العائلة فبلغ 24,125 دولارًا. وكان متوسط دخل الذكور 23,500 دولارًا مقابل 15,972 دولارًا للإناث. وسجل دخل الفرد الخاص بالبلدة 11,377 دولارًا. وكانت نسبة 28.5% من العائلات ونسبة 29.4% من السكان تحت خط الفقر، وكان من هؤلاء نسبة 38.1% تحت سن الثامنة عشر ونسبة 24.4% في الخامسة والستين من العمر وما فوق.

### تعداد عام 2010
بلغ عدد سكان نيسيس 374 نسمة بحسب تعداد عام 2010، وبلغ عدد الأسر 142 أسرة وعدد العائلات 104 عائلة مقيمة في البلدة. في حين سجلت الكثافة السكانية 84.6 نسمة لكل كيلومتر مربع (219.1/ميل2). وبلغ عدد الوحدات السكنية 165 وحدة بمتوسط كثافة قدره 37.3 لكل كيلومتر مربع (96.6/ميل2).
وتوزع التركيب العرقي للبلدة بنسبة 76.20% من البيض و20.05% من الأمريكيين الأفارقة و0.53% من الأمريكيين الأصليين و0.80% من الأمريكيين ذوي الأصول الآسيوية و1.60% من الأعراق الأخرى و0.80% من عرقين مختلطين أو أكثر و1.60% من الهسبانيون أو اللاتينيون من أي عرق.
بلغ عدد الأسر 142 أسرة كانت نسبة 38% منها لديها أطفال تحت سن الثامنة عشر تعيش معهم، وبلغت نسبة الأزواج القاطنين مع بعضهم البعض 47.9% من أصل المجموع الكلي للأسر، ونسبة 19% من الأسر كان لديها معيلات من الإناث دون وجود شريك،  بينما كانت نسبة 6.3% من الأسر لديها معيلون من الذكور دون وجود شريكة وكانت نسبة 26.8% من غير العائلات. تألفت نسبة 22.5% من أصل جميع الأسر من عدة أفراد يعيشون في نفس المنزل ونسبة 12% كانت تتألف من شخص يعيش بمفرده يبلغ من العمر 65 عاماً أو أكثر. وبلغ متوسط حجم الأسرة المعيشية 2.63، أما متوسط حجم العائلات فبلغ 3.12.
بلغ العمر الوسطي للسكان 37.3 عاماً. وكانت نسبة 27% من القاطنين تحت سن الثامنة عشر، وكانت نسبة 12% بين الثامنة عشر والرابعة والعشرين عاماً، ونسبة 21.7% كانت واقعةً في الفئة العمرية ما بين الخامسة والعشرين والرابعة والأربعين عاماً، ونسبة 24.9% كانت ما بين الخامسة والأربعين والرابعة والستين، ونسبة 14.4% كانت ضمن فئة الخامسة والستين عاماً فما فوق. وتوزع التركيب الجنسي للسكان بنسبة 48.1% ذكور و51.9% إناث.